# Dixie Dean
Pour les articles homonymes, voir Dean.
William Ralph "Dixie" Dean, est un footballeur anglais né le 22 janvier 1907 à Birkenhead et mort le 1er mars 1980 en assistant au derby entre Everton, son ancien club, et Liverpool à Goodison Park.
Dean commence sa carrière au Tranmere Rovers, club basé à Birkenhead dans la banlieue de Liverpool avant de rejoindre l'équipe professionnelle d'Everton, club qu'il soutient depuis l'enfance. Il devient au sein du club de Liverpool l'un des plus prolifiques buteurs de l'histoire du championnat d'Angleterre. Dean joue la plus grande partie de sa carrière pour le club avant que des blessures ne le poussent à chercher un nouveau défi en rejoignant Notts County puis le club irlandais des Sligo Rovers. Il est entré dans l'histoire du football anglais en établissant le record de but inscrit en une saison de championnat, grâce à un total de 60 buts au cours de la saison 1927-1928. Au total au cours de la saison, en inscrivant 40 buts en dehors du championnat il marque à 100 reprises[réf. nécessaire]. 
Une statue de Dean se dresse depuis mai 2001 aux abords de Goodison Park. Un an plus tard, il devient un des joueurs introduit à l'English Football Hall of Fame dès son inauguration.
Dean est le premier joueur de l'histoire à porter le numéro 9 sur son maillot de club et est considéré comme l'un des plus grands héros de l'histoire du sport de l'entre-deux-guerres au sein de la culture britannique.

## Biographie
Dixie Dean est le détenteur du record du plus grand nombre de buts inscrits dans une saison de Premier League : avec un triplé contre Arsenal lors de la dernière journée du championnat anglais 1927-1928, Dixie Dean termine la saison avec 60 buts, soit un de plus que George Camsell la saison précédente. De Tranmere à Nottingham County en passant par Everton, Dean aura marqué 407 buts en 473 rencontres.
Il est le 3e meilleur buteur de l'histoire du championnat d'Angleterre de première division derrière Jimmy Greaves et Steve Bloomer.
La carrière de Dean est mise en suspens en juin 1926 à la suite d'un accident de moto alors qu'il conduisait sa compagne au Pays de Galles. Alors que les médecins le disaient fini pour le football, Dean est de retour sur les terrains quinze semaines plus tard. En 16 sélections avec l'Angleterre, il inscrivit le total impressionnant de 18 buts.

## Statistiques détaillées

### En club
| Saison                | Club                  | Championnat            | Championnat | Championnat | Coupe(s) nationale(s) | Coupe(s) nationale(s) | Supercoupe | Supercoupe | Total | Total |
| Saison                | Club                  | Division               | M.          | B.          | M.                    | B.                    | M.         | B.         | M.    | B.    |
| 1923-1924             | Tranmere Rovers       | 3                      | 3           | 0           | 0                     | 0                     | -          | -          | 3     | 0     |
| 1924-1925             | Tranmere Rovers       | 3                      | 27          | 27          | 3                     | 0                     | -          | -          | 30    | 27    |
| Sous-total            | Sous-total            | Sous-total             | 30          | 27          | 3                     | 0                     | 0          | 0          | 33    | 27    |
| 1924-1925             | Everton FC            | 1                      | 7           | 2           | 0                     | 0                     | -          | -          | 7     | 2     |
| 1925-1926             | Everton FC            | 1                      | 38          | 32          | 2                     | 1                     | -          | -          | 40    | 33    |
| 1926-1927             | Everton FC            | 1                      | 27          | 21          | 4                     | 3                     | -          | -          | 31    | 24    |
| 1927-1928             | Everton FC            | 1                      | 39          | 60          | 2                     | 3                     | 1          | 2          | 42    | 65    |
| 1928-1929             | Everton FC            | 1                      | 29          | 26          | 1                     | 0                     | -          | -          | 30    | 26    |
| 1929-1930             | Everton FC            | 1                      | 25          | 23          | 2                     | 2                     | -          | -          | 27    | 25    |
| 1930-1931             | Everton FC            | 2                      | 37          | 39          | 5                     | 9                     | -          | -          | 42    | 48    |
| 1931-1932             | Everton FC            | 1                      | 38          | 45          | 1                     | 1                     | -          | -          | 39    | 46    |
| 1932-1933             | Everton FC            | 1                      | 39          | 24          | 6                     | 5                     | 1          | 4          | 46    | 33    |
| 1933-1934             | Everton FC            | 1                      | 12          | 9           | 0                     | 0                     | 0          | 0          | 12    | 9     |
| 1934-1935             | Everton FC            | 1                      | 38          | 26          | 5                     | 1                     | -          | -          | 43    | 27    |
| 1935-1936             | Everton FC            | 1                      | 29          | 17          | 0                     | 0                     | -          | -          | 29    | 17    |
| 1936-1937             | Everton FC            | 1                      | 36          | 24          | 4                     | 3                     | -          | -          | 40    | 27    |
| 1937-1938             | Everton FC            | 1                      | 5           | 1           | 0                     | 0                     | -          | -          | 5     | 1     |
| Sous-total            | Sous-total            | Sous-total             | 399         | 349         | 32                    | 28                    | 2          | 6          | 433   | 383   |
| 1937-1938             | Notts County          | 3                      | 3           | 0           | 0                     | 0                     | -          | -          | 3     | 0     |
| 1938-1939             | Notts County          | 3                      | 6           | 3           | 0                     | 0                     | -          | -          | 6     | 3     |
| Sous-total            | Sous-total            | Sous-total             | 9           | 3           | 0                     | 0                     | 0          | 0          | 9     | 3     |
| 1938-1939             | Sligo Rovers          | 1                      | 7           | 10          | 4                     | 1                     | -          | -          | 11    | 11    |
| Sous-total            | Sous-total            | Sous-total             | 7           | 10          | 4                     | 1                     | 0          | 0          | 11    | 11    |
| 1939-1940             | Hurst FC              | Cheshire County League | 2           | 1           | -                     | -                     | -          | -          | 2     | 1     |
| Sous-total            | Sous-total            | Sous-total             | 2           | 1           | 0                     | 0                     | 0          | 0          | 2     | 1     |
| Total sur la carrière | Total sur la carrière | Total sur la carrière  | 447         | 390         | 39                    | 29                    | 2          | 6          | 488   | 425   |

## Palmarès
Everton FC
- Champion du Championnat d'Angleterre de football (2) :
  - 1928 & 1932.
- Meilleur buteur du Championnat d'Angleterre de football (2) :
  - 1928: 60 buts & 1932: 45 buts.
- Vainqueur de la FA Cup (1) :
  - 1933.
- Champion du Championnat d'Angleterre de football D2 (1) :
  - 1931.
- Meilleur buteur du Championnat d'Angleterre de football D2 (1) :
  - 1931: 39 buts.

Sligo Rovers FC
- Vice-champion du Championnat d'Irlande de football (1) :
  - 1939.
- Finaliste de la Coupe d'Irlande de football (1) :
  - 1939.

### En équipe nationale
- 16 sélections et 18 buts avec l'équipe d'Angleterre entre 1927 et 1932.